# Crécy-Couvé
Crécy-Couvé é uma comuna francesa na região administrativa do Centro, no departamento Eure-et-Loir. Estende-se por uma área de 6,58 km². Em 2010 a comuna tinha 280 habitantes (densidade: 42,6 hab./km²).